# 桑蒂·米納
聖地牙哥·「桑蒂」·米納·羅倫佐（西班牙語：Santiago 'Santi' Mina Lorenzo；1995年12月7日—）是一位西班牙足球運動員，場上司职前锋，現時被西甲球隊塞爾塔外借至沙特职业足球联赛球隊艾沙比。他是塞爾塔隊史上最年輕的參加西甲比賽的球員。

## 俱樂部生涯
2019年，米納在梅斯塔利亞球場待了四年之後，從巴伦西亚重返塞爾塔 ，並簽署了為期五年的合約。

## 個人生活
米納的父親聖地牙哥·米納是一名前足球運動員，场上司職后卫，也曾效力过塞尔塔。

## 榮譽

### 球會
巴伦西亚
- 西班牙國王盃：2018–19賽季[5]

## 外部連結
- Soccerway資料庫：桑蒂·米納